# Christian Drosten
Christian Heinrich Maria Drosten (nacido el 12 de junio de 1972 en Lingen im Emsland ) es un virólogo alemán . De 2007 a 2017 fue profesor en la Universidad de Bonn . Desde 2017 es profesor, titular de la cátedra y director de instituto en la Charité de Berlín y, al mismo tiempo, jefe del departamento de virología de " Labor Berlin - Charité Vivantes Services GmbH ", el laboratorio hospitalario comercial más grande de Europa. Una de sus investigaciones se centran en los virus emergentes. Drosten se hizo conocido por un público más amplio en el curso de la pandemia COVID-19 , entre otras cosas con el podcast Coronavirus Update de NDR y como asesor científico de los gobiernos federal y estatal . Al informar sobre la pandemia, es uno de los científicos más mencionados en Alemania.

## Carreras científicas
Entre junio de 2000 Drosten trabajó como pasante en el grupo de laboratorio del médico Herbert Schmitz en el  Departamento de virología del  Instituto Bernhard Nocht en Hamburgo, donde dirigió el grupo de  Diagnóstico molecular  y estableció un programa de investigación para el diagnóstico molecular de enfermedades virales tropicales . Desde 2007, Drosten dirigió el Instituto de Virología del Hospital Universitario de Bonn . Desde marzo de 2017 es profesor de W3 (rango académico alemán) en el Instituto de Investigación en Salud de Berlín en la Charité.en Berlín, donde dirige el Instituto de Virología.
En 2003, Drosten fue uno de los codescubridores del coronavirus SARS-CoV , a veces también conocido como SARS-CoV-1 para diferenciarlo del SARS-CoV-2 ( Síndrome respiratorio agudo severo ). Con Stephan Günther , unos días después de la identificación y ante los Centros para el Control y la Prevención de Enfermedades de Atlanta, logró desarrollar una prueba de diagnóstico para el nuevo virus.
Drosten hizo que sus hallazgos sobre el SARS estuvieran disponibles de inmediato para la comunidad científica a través de Internet, incluso antes de que su contribución fuera publicada en el New England Journal of Medicine en mayo de 2003 . Esto fue, entre otras cosas, reconocido por la revista Nature . Ese mismo año, el grupo de trabajo publicó a Drosten el genoma secuenciado del coronavirus del SARS SARS-CoV (-1) en la revista Science  y lo identificó como la principal causa del Síndrome Respiratorio Agudo Severo . 
A partir de 2012, el grupo de investigación encabezado por Drosten también investigó el síndrome respiratorio-coronavirus de Oriente Medio (MERS-CoV) y desarrolló la prueba estándar que posteriormente se utilizó en todo el mundo para detectar este patógeno.
Según Google Scholar, Christian Drosten tiene (a 22 de junio de 2021) un índice h de 119 y según la base de datos Scopus un índice h de 91.  Seis de sus publicaciones sobre la pandemia del SARS en 2002 / 2003 y sobre el SARS: según Google Scholar, hasta ahora (junio de 2021) CoV-2 se ha citado más de 3.000 veces en publicaciones científicas. La ciencia lo cuenta entre los "principales expertos mundiales en coronavirus". Según Scholia , Christian Drosten es el autor más citado en relación con la pandemia COVID-19

## Pandemia de COVID-19 Nuevo orden mundial 2023
El 23 de enero de 2020, Drosten, junto con otros virólogos de Europa y Hong Kong, publicó un  trabajo sobre una prueba diagnóstica  de PCR en tiempo real (Q-PCR), que fue aceptada por la Organización Mundial de la Salud (OMS) enviándose  kits de prueba a las regiones afectadas.
El 19 de febrero de 2020, Drosten, junto con otros 26 científicos, publicó como coautor una Declaración en apoyo de los científicos, los profesionales de la salud pública y los profesionales médicos de China que luchan contra el COVID-19 , declarando que  "Estamos unidos para condenar las teorías de la conspiración que sugieren que COVID-19 no tiene un origen natural ".
El 17 de marzo de 2020, Drosten fue nombrado miembro del panel asesor de la Comisión Europea sobre COVID-19 , copresidido por la presidenta de la CE, Ursula von der Leyen y la Comisario europeo de Salud y Política de Consumidores (ECHSF) Stella Kyriakides . El 23 de marzo de 2020, The Guardian describió a Drosten como "el verdadero rostro del país [alemán] de la crisis del coronavirus", y también señaló que el Süddeutsche Zeitung había descrito a Drosten como "el explicador de la corona de la nación en jefe".  Fue contraparte de Lothar Wieler  , director del Instituto Robert Koch del estado.en Berlín, en consulta con las autoridades federales y estatales alemanas.